# Ramiers
Los Edificios de Ramiers situado en Milot, en el norte de Haití, fueron declarados como Patrimonio de la Humanidad por la UNESCO en el año 1982 con la denominación de Parque Nacional Histórico: Ciudadela, Sans Souci, Ramiers.
Estos edificios fueron construidos por Henri Christophe, autoproclamado rey Enrique I de Haití. Dichos edificios representan uno de los símbolos nacionales de la libertad, siendo los primeros construidos por los esclavos negros que habían reconquistado su libertad.